# Cinderella’s Eyes
A Cinderella’s Eyes Nicola Roberts brit énekesnő debütáló stúdióalbuma. Nicola az öttagú lányegyüttes, a Girls Aloud egyik tagja. Robertset az együttessel töltött ideje inspirálta. A média az énekesnőt a csapat „csúnya” tagjának titulálta, emellett a további negatív vélemények, illetve magánéleti problémái önbizalmára is hatottak. Az album munkálatairól első alkalommal 2010-ben beszélt, ekkor derült ki, hogy az összes dalt ő írta, illetve Dimitri Tikovoi, Maya von Doll , Diplo és Dragonette nevű producerekkel dolgozott együtt. A lemez tartalma leginkább egy tündérmeséhez hasonlítható, így Hamupipőke nevéből Cinderella’s Eyes lett a korong címe. Az albumborítón Nicola látható különböző tárgyak mellett, üvegből készült lábbeliben, melyet Atalanta Webber tervezett.
A lemez elektropop jegyeken alapul, és önéletrajzi jellegű. A korong a Beat of My Drum című felvétellel indul, amely a pop rap stílus jellegzetességeit tükrözi. Rap tudását I, Yo-Yo és Sticks + Stones című dalaiban is megmutatja. Utolsó önbizalomhiányát tükrözi, melyet a Girls Aloud tagjaként élt meg. A lemezhez Robyn és Kate Bush adta az inspirációt az énekesnő számára.
A Beat of My Drum lett az album első kislemeze. A kritikusok pozitív jelzőkkel illették a számot, illetve a brit kislemezlistán is elérte a 27. helyezést. A videóklipet Wendy Morgan rendezte, a kisfilmben Nicola egy 70-es éveket idéző öltözékben jelenik meg. A második kislemez, a Lucky Day egy héttel a korong előtt jelent meg. A dal producere a Dragonette volt. A kritikusok pop stílusa miatt pozitívan fogadták. A kisfilmet New York városában forgatták, Stephen Agnes rendezésében.

## Háttér és inspiráció
Nicola Roberts a Girls Aloud egyik tagja. Amíg az együttesben volt, magánnyal küszködött, mivel távol élt szülővárosától Londonban, emellett elfoglalt volt, a média is kritizálta, sokszor „homály”-nak titulálták a csapat mellett töltött idejét. Ezek következtében fáradt lett, majd megtalálta két énjét, a normális lányt, és a másik a celeb énje, melyet kényelmetlennek érzett. Az énekesnő szerint a média folyamatos jelenléte miatt volt rossz az együttes részének lennie. Nicola így beszélt erről a korszakról: „Meg kellett erősítenem magamat, belül tulajdonképpen haldokoltam”. A lemezhez a csapattal töltött ideje inspirálta - „Nem lenne értelme egy olyan albumot készíteni, amelynek nincs jelentése.” Roberts számára a korong kockázatos volt, hiszen nem volt garantált háttere, mely majd promotálja a lemezt: „Rendkívüli önbizalmat igényel csak így kiadni egy albumot, vagy lehet, hogy csak egy agymosás következtében lettem még biztosabb. Nem tudom, hogy ez jó-e, vagy csak bebeszéltem magamnak, hogy az.” 2011. május 6-án az énekesnő hivatalos weboldalán bejelentette, hogy a korong készen áll a kiadásra:
„Írom, és egyszerre vagyok izgatott és ideges. Mindig, amikor arra gondolok, mire készülök, gyűjtöm össze a legnagyobb pillangókat […] Több, mint egy éve írom a dalaimat és dolgozok saját albumomon a stúdióban. Eljött az idő, hogy kilépjek biztonságos buborékomból, ami a stúdió, és megosszam a zenémet veletek… megérte elviselni a pillangókat […] Hihetetlen lehetőségeim voltak, hiszen a kedvenc előadómmal és lemezlovasaimmal dolgozhattam az albumomon. Csodás volt, és rengeteget tanultam. Fontos volt, hogy a felvétel személyes legyen. Azt akartam, hogy ha visszanézek a lemezre, tudjam, hogy 100%-ban önmagamat adtam bele. Olyan dalokat és történeteket írtam, melyeket már régóta meg akartam örökíteni. Remélem, hogy azonosultok majd a zenémmel, mert igazából arról van szó… Hamarosan jön, és nagy móka lesz.”

## Fejlődés
Roberts írta az összes számot az albumról, a The Korgis dalát, az Everybody's Got to Learn Sometimet kivéve, melyet csak feldolgozott a lemezre. A dalszerzés fontos volt Nicola számára, aki így beszélt erről: „Úgy kellett éreznem, mintha komolyan mondanék minden egyes szót”. Hozzátette, nem szeretett volna olyat kiadni, ami nem az ő saját munkája, hiszen lehetőséget kapott rá, hogy „szívét-lelkét beleadja”. Az elektropop együttes, a Dragonette is dolgozott az albumon, ők alkották a lemez második kislemezét, mely a Lucky Day címet kapta. A csapat az elsők között volt, aki dolgozhatott az albumon. Roberts így vélekedett a számról: „Amikor a Lucky Dayt írtam, rövid hajam volt, és nagyon szerettem a 40-es évek divatját. A 'woah woah woah woah' és 'ah ha' hangok ezt tükrözi.” Arról is beszélt, hogy 2011 elején, mikor már a dal produceri munkáihoz értek, dance-szerű felvételt akart, mivel ekkor éppen ezt szerette. Roberts Diplo közreműködésével kezdett el dolgozni a Beat of My Drumon, azonban nem mentek egyszerűen a munkálatok: „Fel kellett hívnom, és… tudod milyen, mikor egy fiút először hívsz fel? Tudtam, hogy egy esélyem van, így kirúgtam. […] Kicsit lenyugtatott, majd letettem a telefont, és átgondoltam, hogy már nincs a kezeim között.” Amikor visszakapta a dalt a producertől, túl mérges volt ahhoz, hogy meghallgassa, mert ez sokat jelentett számára. Mikor hazament Liverpoolba, a testvéreit kivitte egy mezőre, és lejátszotta a hangos felvételt. Miután pozitív visszajelzéseket kapott tőlük, Roberts így beszélt a számról: „Büszke vagyok rá. El sem hiszem, hogy az enyém. Az a férfi egy zseni.”
Arra a kérdésre, hogy kivel dolgozott volna szívesen együtt, Kate Bush volt a válasz. Habár vele nem egyszerű felvenni a kapcsolatot; mialatt kiadójánál rengeteget célozgatott erre, elkészült az album, és rájött, hogy senki sem tudja vele felvenni a kapcsolatot. Roberts Joseph Mount producerrel közösen készített el két dalt.. Már évekkel ezelőtt is dolgoztak közösen, Mount számtalan alkalommal közölte, hogy szívesen dolgozna a Girls Aloud számain. Részleteket küldött Nicolának, melyek szerinte a kiadónak is megfelelőek. Az album elnevezése az egyik dal címéből származik. A Cinderella’s Eyes még a lemez munkálatainak kezdetén íródott, amely egy történetet mesél el, rengeteg tündérmeseszerű karakterrel. Roberts szerint: „egy dal az albumomon, melyet körülbelül egy éve írtam… Egy Sleeping Beauty (Alvó szépség) nevű lányról szól, aki felkel, és meglepődik, miket tartogat számára az élet…”

## Zene és dalszöveg
- Az album a Beat of My Drum című számmal kezdődik, mely M.I.A., Daphne & Celeste és The Ting Tings stílusát idézi. A dal egy hirtelen (dal közben) leállás mellett rap részeket és hagyományos vokálokat egyaránt tartalmaz.[9]
- A Lucky Day című száma miatt sokan Katy Perry és David Guetta nevével emlegették egyszerre. A 60-as évek stílusát ötvöző dal szövege a szerelemről szól, Roberts szerint "a dal egy fiúról szól, akit a szám végén megnyersz, és szerencsés napod lesz."[10]
- A lemez harmadik dala, a Yo-Yo a "közönség" szerint Kate Bush műveihez hasonlít. A szám szövegéből idézve: "olyan lány vagyok, aki szeret álmodozni", Roberts egy vágyakozó felvételként jellemezte.[11]
- A negyedik dal a címadó Cinderella’s Eyes, mely egy érdekes diszkó stílusban készült, és az énekesnő bizonyos részeket fejhangon énekel.[12]
- Az ötödik szám, a Porcelain Heartot a kritikusok "hátborzongató csillogás" kifejezéssel illették, és Italo-diszkó stílusúnak találták. A dal során az énekesnő többször kiabálja a Heart (angolul: szív) szót.[12]
- Ezt követte a sötét pop stílussal körülírt szám, az I.[13] A szerzemény stílusa miatt Lily Allen, Goldfrapp és Kylie Minogue dalaihoz hasonlították. A kritikusok szerint romantikus szintipop részeket is tartalmaz.
- A hetedik felvétel a The Korgis egyik dalának feldolgozása, az Everybody's Got to Learn Sometime címet kapta. Nicola így vélekedett a dalról: "Sokat jelent számomra a szövege, könnyen azonosultam a számmal. Lehet hogy nem mindenki számára erőteljes, de számomra az. Mindenképp meg akartam csinálni, imádom ezt a dalt."[14]
- Ezt a Say It Out Loud követi, melyet a Lucky Day-hez hasonlóan Katy Perry számaihoz hasonlítottak, mivel ez is egy hatalmas energiával feltöltött szám.[12]
- A kilencedik szám, a Gladiator, mely egy Berlin stílusú dance szám.[15] A szám "lányos" vokálokból áll, és Teena Marie és Heartbreak stílusával hasonlították össze.
- A Fish Out of Water-t a Metronomy-vel vetették össze, ez a lemez tizedik száma.[12]
- A Take a Bite Robyn énekesnő számaihoz hasonlít a kritikusok szerint, és rap elemeket is tartalmaz a felvétel.[13][15]
- Az utolsó szám a Sticks + Stones mely Nicola korábbi életéről szól, mikor a média csúfot űzött belőle, emellett magánélében is halmozódtak a problémák.

Az album rengeteg rap részletet tartalmaz, és Nicola saját élményeiről szólnak a felvételek.

## Kislemezek
Az első kislemez az albumról a Beat of My Drum volt, mely Diplo közreműködésével készült, és 2011. június 5-én jelent meg az Egyesült Királyságban. A dalban rap és vokál elemek egyaránt helyet kaptak. A kritikusok pozitívan fogadták a számot, ennek ellenére nem örvendett nagy sikernek a szerzemény. A videóklip Los Angeles városában készült, és Nicola egy 70-es éveket idézi kisfilmet alkotott.
A második kislemez, a Lucky Day 2011. szeptember 16-án jelent meg. A produceri munkálatokat a kanadai Dragonette végezte. Nicolát a 40-es évek zenéje inspirálta a dalhoz. A kritikusok dicsérték a dalt, elsősorban a producert és a pop elemeket emelték ki. A Stephen Agnes által rendezett videó New Yorkban készült.
Nicola bejelentette, hogy harmadik kislemeze a Yo-Yo lesz.

## Dallista
|     | Cím                               | Szerző(k)                                                               | Producer(ek)      | Hossz |
| --- | --------------------------------- | ----------------------------------------------------------------------- | ----------------- | ----- |
| 1.  | Beat of My Drum                   | Nicola Roberts, Dimitri Tikovoi, Maya von Doll                          | Diplo, Tikovoi    | 2:58  |
| 2.  | Lucky Day                         | Roberts, Dragonette                                                     | Dragonette        | 3:20  |
| 3.  | Yo-Yo                             | Roberts, Tikovoi, von Doll                                              | Tikovoi           | 3:25  |
| 4.  | Cinderella's Eyes                 | Roberts, Tikovoi, von Doll                                              | Tikovoi           | 3:30  |
| 5.  | Porcelain Heart                   | Roberts, Tikovoi, von Doll                                              | Tikovoi           | 3:49  |
| 6.  | I                                 | Roberts, Joseph Mount                                                   | Metronomy         | 3:39  |
| 7.  | Everybody's Got to Learn Sometime | James Warren                                                            |                   | 3:38  |
| 8.  | Say it Out Loud                   | Roberts, George Astasio, Jason Pebworth, Jon Shave, Richard Williams    | The Invisible Men | 4:35  |
| 9.  | Gladiator                         | Roberts, Tikovoi, von Doll                                              | Tikovoi           | 2:59  |
| 10. | Fish Out of Water                 | Roberts, Mount                                                          | Metronomy         | 4:38  |
| 11. | Take a Bite                       | Roberts, Astasio, Pebworth, Shave, Jon Mills, Joe Dyer, Kurtis McKenzie | The Invisible Men | 3:16  |
| 12. | Sticks + Stones                   | Roberts, Tikovoi, von Doll                                              | Tikovoi           | 3:55  |

| 13. | Through Nicola's Eyes (videó) |  |  |  |
| 14. | Beat of My Drum (videó)       |  |  |  |
| 15. | Lucky Day (videó)             |  |  |  |

## Megjelenések
| Ország             | Dátum                | Formátum           | Kiadó   |
| ------------------ | -------------------- | ------------------ | ------- |
| Írország           | 2011. szeptember 23. | Digitális letöltés | Polydor |
| Egyesült Királyság | 2011. szeptember 26. | Digitális letöltés | Polydor |

## Fordítás
Ez a szócikk részben vagy egészben  a   Cinderella's Eyes című angol Wikipédia-szócikk fordításán alapul.  Az eredeti cikk szerkesztőit annak laptörténete sorolja fel. Ez a jelzés csupán a megfogalmazás eredetét és a szerzői jogokat jelzi, nem szolgál a cikkben szereplő információk forrásmegjelöléseként.